# Antimis

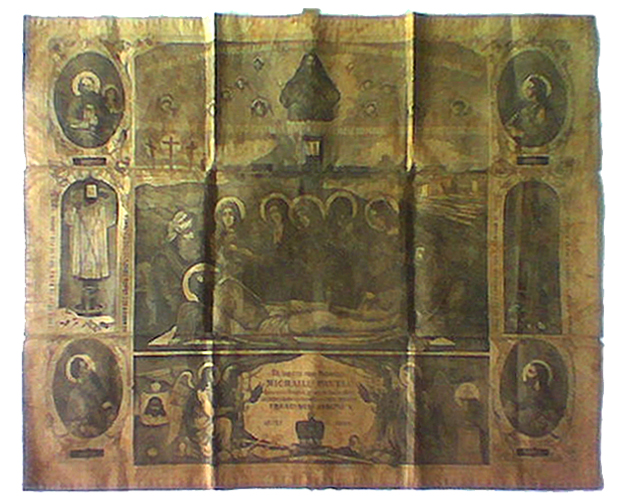
Antimis desfăcut

Antimis, de la grecescul αντιμένσιον, „în loc de masă”, este un obiect liturgic al ritului bizantin.

## Istoric
După apariția catacombelor la Roma, și mai ales după sfârșitul persecuțiilor, sfântul Damasus I, a zidit o biserică peste catacombele sfântului Calixt. De aici începând, creștinii au început a folosi ca masă pentru euharistie mormintele martirilor.
În Apus s-a făcut obiceiul ca episcopul să sfințească o piatră cu moaște, iar piatra să fie pe masa altarului. În caz că se dorea ca liturghia să fi fost celebrată în afara lăcașului de cult, preotul lua și piatra cu moaște cu el, lucru puțin incomod.
Astfel s-a ajuns ca la Constantinopol piatra cu moaște să fie înlocuită de o pânză cu moaște, ceea ce e antimisul de astăzi.
Mai demult peste antimis se așternea ilitonul sau corporalul, pentru a evita profanarea firimiturilor ce ar cădea de pe disc. Cu timpul s-a ajuns ca ilitonul să stea sub antimis, din două motive: culoarea mai închisă a antimisului permite observarea firimiturilor și recuperarea lor, câtă vreme ilitonul e alb, iar firimiturile pe iliton s-ar vedea greu; motivul întipărit pe antimis iese la iveală, pe când ilitonul l-ar ascunde.

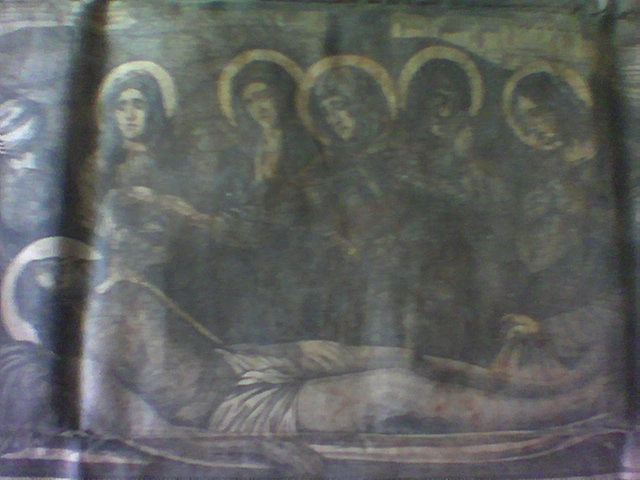
Punerea Domnului în mormânt, închipuită pe antimis.

## Structură
Pe antimisele de astăzi e întipărită scena punerii în mormânt; de aceea când potirul și discul sunt puse pe masa euharistică, preotul rostește troparele punerii lui Iisus Christos în mormânt.
Antimisul se făcea pe vremuri din pânză de in, pe care se întipărea imaginea cu vopsea neagră; astăzi se coase de obicei antimisul dintr-o pânză de poliester pe care imaginea este tipărită în culori, din fabricație. Pe verso se află un buzunăraș, în care episcopul bagă moaște.
Acest buzunăraș se află de obicei sub cedula "I.N.R.I." de la crucea întipărită. Antimisul e sfințit și semnat de episcop. Semnătura se pune dedesubtul imaginii cu mormântul.
Atribuirea antimisului variază de la un loc la altul, de la o epocă la alta. În unele părți episcopul dă un antimis fiecărui preot în parte. În alte locuri, episcopul dă antimisul fiecărui lăcaș de cult în parte. În general, când episcopul decedează, antimisele se colectează, iar moaștele se vor băga în antimise noi, semnate de episcopul nou. De aceea antimisul este un semn de părtășie între comunitățile creștine (parohii sau mănăstiri, etc) și episcopul lor.

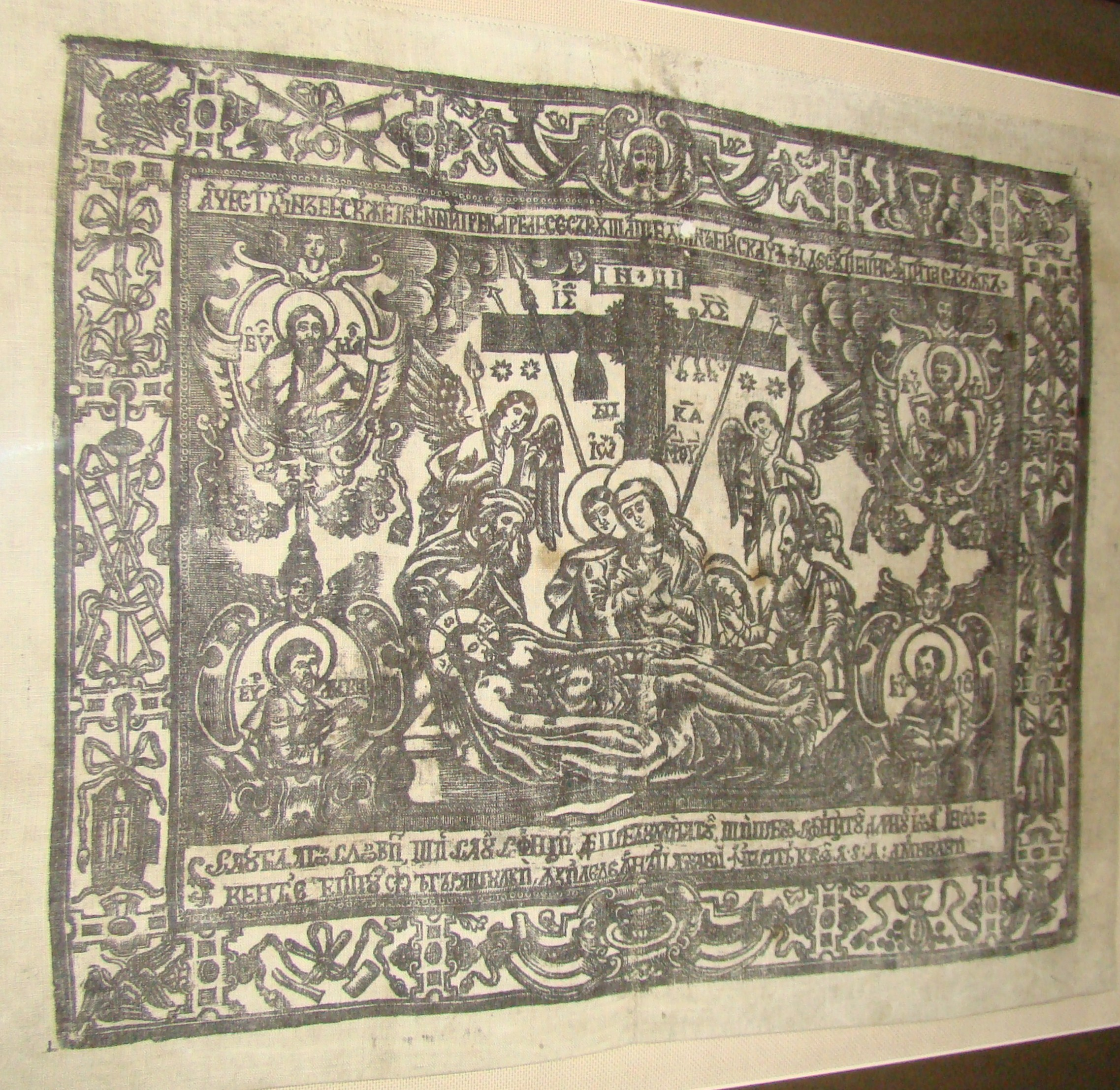
Antimis din colecția Arhiepiscopiei Clujului

## Uz liturgic
Antimisul stă în permanență pe masa euharistică, împăturit în fața chivotului, iar pe el se află evangheliarul. La sfârșitul liturghiei cuvântului, preotul trasează semnul crucii încă o dată peste antimis, pune evangheliarul contra chivotului (în Ardeal și la ruteni pune evangheliarul în partea dreaptă a mesei altarului), apoi desface antimisul, urmând ca la începutul liturghiei altarului, antimisul să fie deschis. 
După cuminecarea credincioșilor se recuperează firimiturile căzute pe antimis, apoi se împătură, se trasează din nou o cruce cu evangheliarul, iar evangheliarul se reașează pe antimis. În unele părți, atunci când evangheliarul lipsește (în timpul procesiunii sau citirii), se pune o cruce peste antimis.

## Imagini

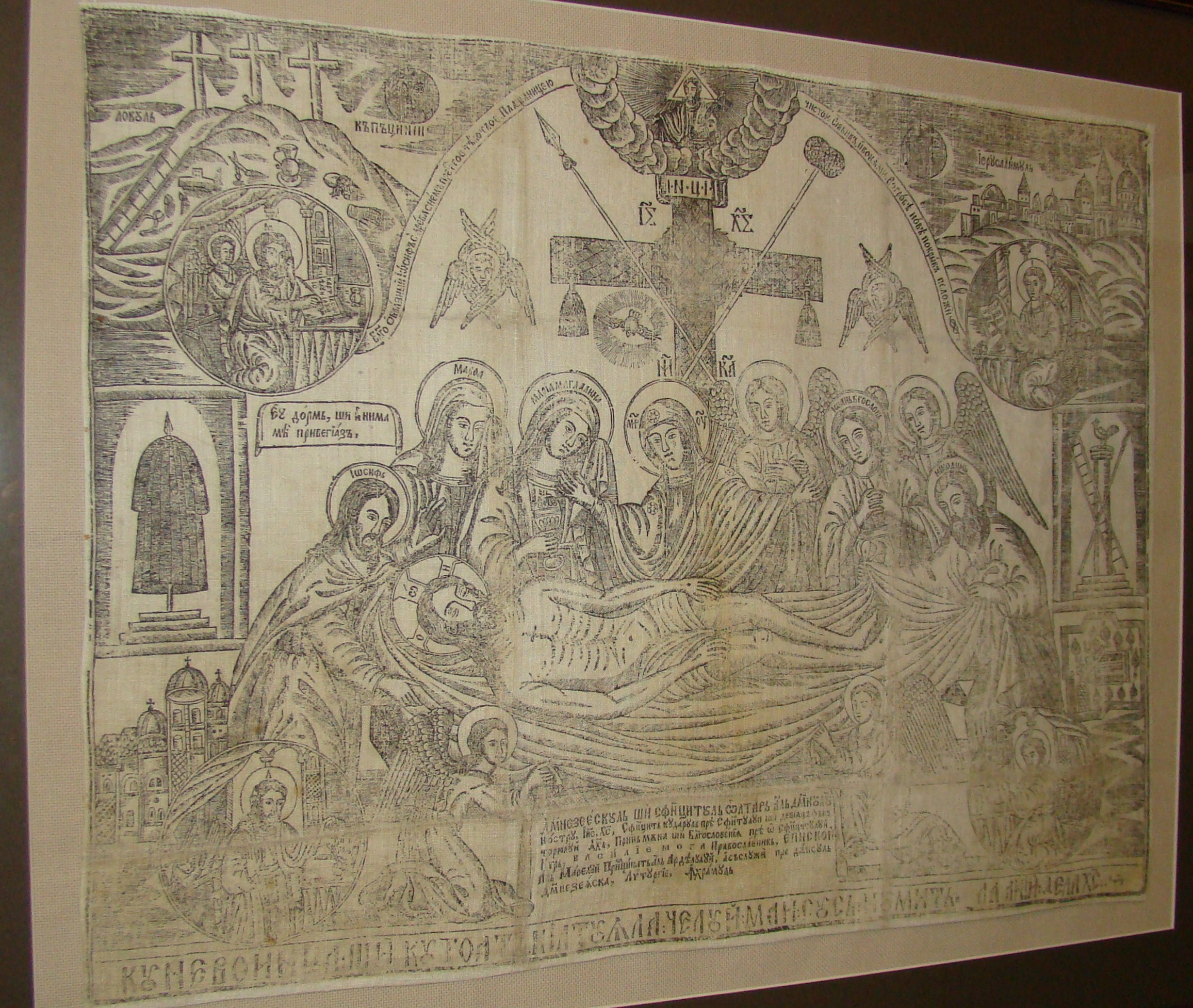
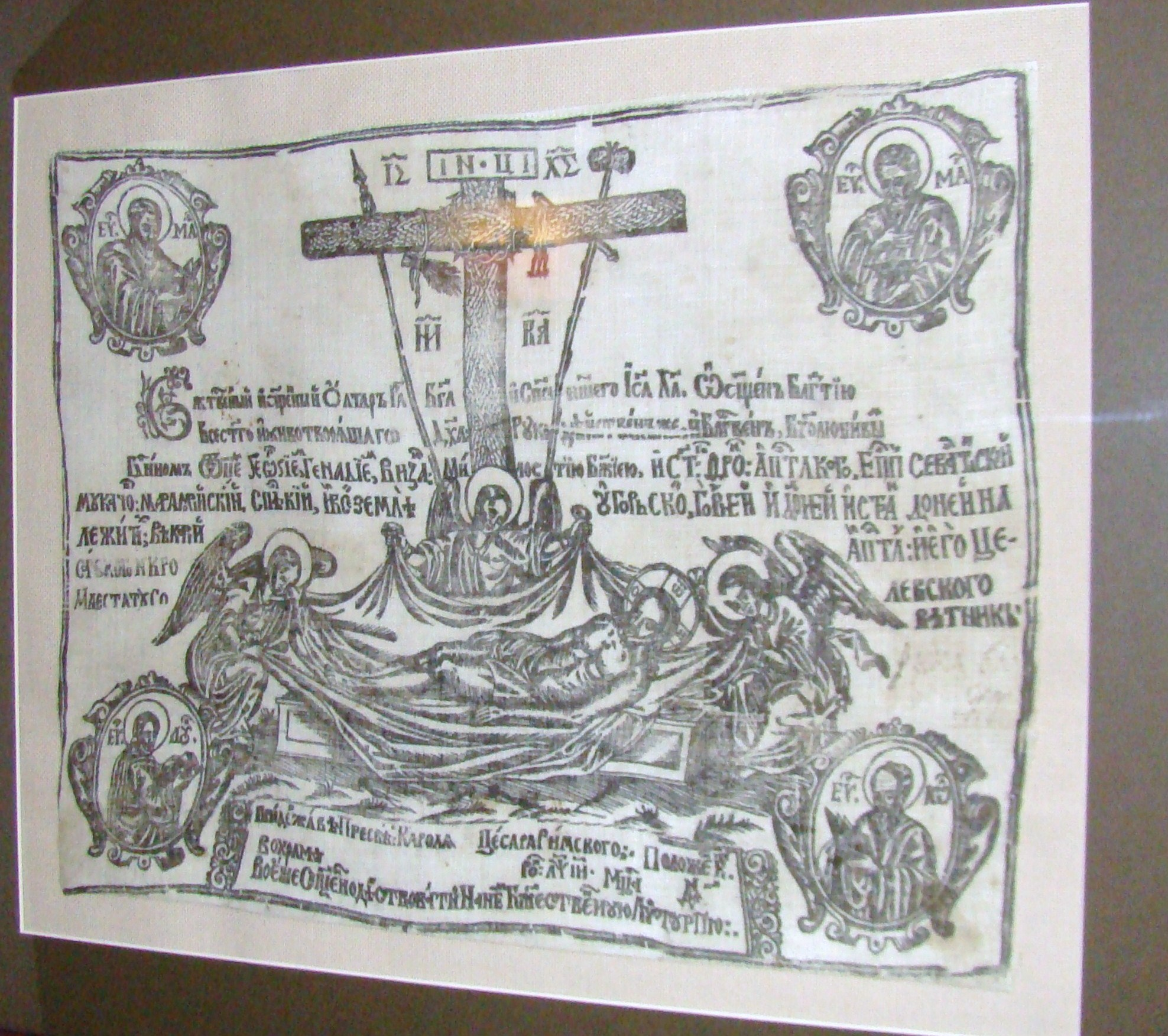
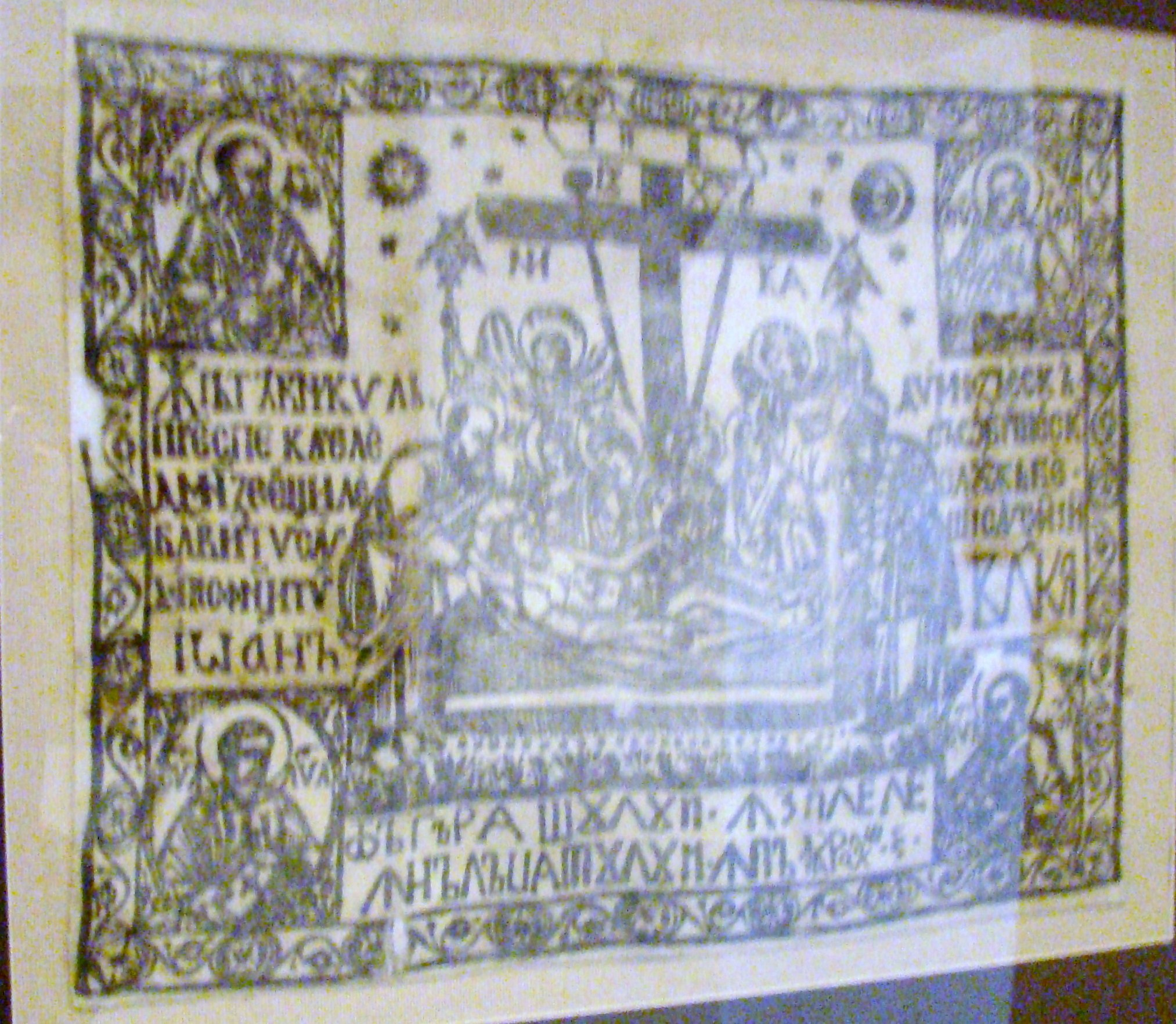
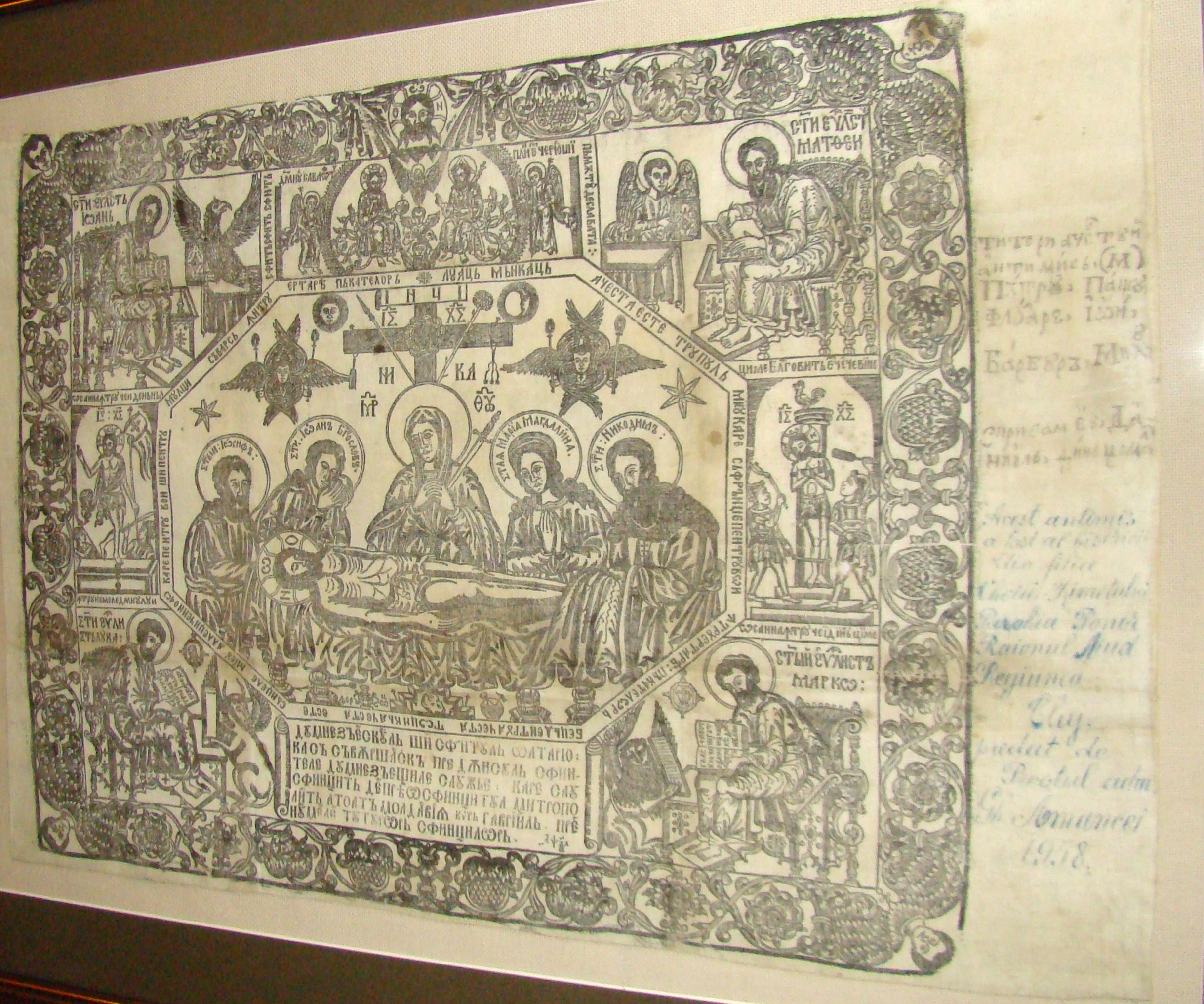